# III Диоклетианов легион
III Диоклетианов легион (лат. Legio III Diocletiana) — один из легионов поздней Римской империи.
Данное подразделение было сформировано в начале правления императора Диоклетиана и получило прозвище в его честь. По всей видимости, в момент создания численность легиона составляла 5—6 тысяч человек. Изначально подразделение было размещено в Никополе (Александрия), где вместе с II Неустрашимым Траяновым легионом охранял Александрию и дельту Нила. В 297/298 году легион участвовал в подавлении восстания в Фиваиде. Около 300 года вексилляции легиона размещались в Аполлонополе Великом, Тентире, Сиене, Птолемаиде и Панополисе.
В течение IV века легион был передислоцирован в Фивы и Омбос на юг Египта. Единственным известным по имени служащим легиона является дезертир Феодор, живший в середине IV века. Император Феодосий I Великий выделил из III Диоклетианова легиона, имевшего статус лимитана, новую единицу — III Диоклетианов Фивский легион и, переведя её в разряд комитата, использовал в кампаниях в Македонии.
В начале V века III Диоклетианов легион был размещен в Андрополисе под командованием комита египетского лимеса. Другие подразделения легиона находились в Омбосе и Фивах под руководством дукса Фиваиды. III Диоклетианов Фивский легион подчинялся военному магистру Фракии.